# Eixo óptico

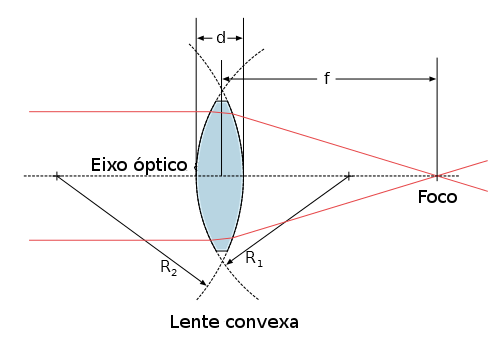
Caminho da luz em uma lente convergente. O eixo óptico está situado no meio

O eixo óptico é um termo da óptica geométrica. A linha reta imaginária que coincide com o eixo de simetria de um elemento óptico reflexivo ou refrativo ou de sistemas ópticos, é denotada como eixo óptico. Em uma visualização simples pode ser considerado como sendo a reta que passa pelos centros dos dois círculos de curvatura. Em casos especiais, como por exemplo em um refletor parabólico offset, o eixo óptico do sistema não necessariamente coincide com o eixo de simetria.